# Blanchette Brunoy
Blanchette Brunoy, pseudonimo di Blanche Bilhaud (Parigi, 5 ottobre 1915 – Manosque, 4 aprile 2005), è stata un'attrice francese, attiva in teatro, cinema e televisione.

## Biografia
Nata come Blanche Versal, era la figlia naturale del pittore e designer Henri Doucet, morto prima che lei nascesse,  e della di lei compagna Camille Versal, da cui prese il cognome. La madre in seguito si risposò col dottor Marcel Bilhaud, che la riconobbe come figlia sua il 7 luglio 1922. Era inoltre figlioccia dello scrittore Georges Duhamel, membro dell'Académie Française.
Dopo gli studi di musica al Conservatorio sotto la guida di André Brunot, venne ingaggiata al Théâtre de l'Œuvre dove debuttò nel 1935 con Nationale 6 di Jean-Jacques Bernard. Poi Jean Cocteau le offrì un ruolo in Les Chevaliers de la table ronde; in seguito lavorò con Georges e Ludmilla Pitoëff.
Sul grande schermo iniziò la carriera nello stesso anno del debutto sul palcoscenico, ma raggiunse la popolarità nel suo paese dal 1938 con L'angelo del male di Jean Renoir. Partecipò a una sessantina di pellicole fino al 1998: l'unico film interpretato in Italia fu L'altra, diretto nel 1947 da Carlo Ludovico Bragaglia.
A teatro continuò la carriera fino al 1973. Assidue anche le sue partecipazioni a sceneggiati e film televisivi francesi, dal 1956 al 1994. Si sposò due volte: la prima con l'attore Robert Hommet, dal quale divorziò nel 1958; la seconda nel 1961 con l'attore Maurice Maillot, del quale rimase vedova nel 1968. Vissuta per un lungo periodo a Reims, nella casa dell'architetto Edmond Herbé, nel 2000 si trasferì a Manosque, dove cinque anni dopo morì all'età di 89 anni.

## Filmografia parziale

### Cinema
- La casta Susanna (La Chaste Suzanne), regia di André Berthomieu (1937)
- L'angelo del male (La Bête humaine), regia di Jean Renoir (1938)
- Cavalcata d'amore (Cavalcade d'amour), regia di Raymond Bernard (1940)
- Vie privée, regia di Walter Kapps (1942)
- La casa degli incubi (Goupi mains rouges), regia di Jacques Becker (1943)
- Straniero in casa (Le Voyageur sans bagages), regia di Jean Anouilh (1944)
- La taverna del porto (La Taverne du poisson couronné), regia di René Chanas (1947)
- L'altra, regia di Carlo Ludovico Bragaglia (1947)
- La vergine scaltra (La Marie du port), regia di Marcel Carné (1950)
- Parrucchiere per signora (Coiffeur pour dames), regia di Jean Boyer (1952)
- Il barone (Le Baron de l'écluse), regia di Jean Delannoy (1960)
- Pierino la peste (Bébert et l'omnibus), regia di Yves Robert (1963)
- La pappa reale (La Bonne soupe), regia di Robert Thomas (1964)
- Nel bene e nel male (Françoise ou La vie conjugale), regia di André Cayatte (1964)
- La vita coniugale (Jean-Marc ou La vie conjugale), regia di André Cayatte (1964)

### Televisione
- Come una mamma, regia di Vittorio Sindoni - miniserie TV (1991)

## Doppiatrici italiane
- Lydia Simoneschi in L'altra; Il barone